# Мясцовы час

Обкладинка альбому «Наша ўскраіна»

«Мясцовы час» (Місцевий час) — білоруський рок-гурт з Новополоцька.

## Історія

### Створення
Гурт був створений 1987 року в Полоцьку; засновниками були Алесь Кузьмін і Вячаслаў Макас — учні Полоцького політехнікуму. Гурт спочатку називався «Местное время» і співав російською мовою. У тому ж році до групи приєдналися барабанщик Аляксандар Сьвідрыцкі і гітарист Валеры Драко.
Гурт робить свій перший демо-запис «Местное время» і бере участь у кількох концертах, на яких знайомиться з гуртом «Мроя», під впливом якого, а також Адама Гльобуса, Сяржука Сокалава і Олеся Аркуша, гурт починає співати білоруською і змінює назву на «Мясцовы час».

### Подальше існування
У 1991 році гурт випустив найуспішніший альбом «Наша ўскраіна» і взяла номінацію "Лепшая група" на білоруському рок-фестивалі «Басовішча». У 1992 році «Мясцовы час» намагається записати демо для шведського лейбла, але розпадається через особисті конфлікти.
У 1997 році Кузьмін та інші колишні учасники гурту «Мясцовы час» пишуть новий альбом під назвою «Халі-Галі» і роблять кілька виступів (один з них на національному фестивалі «Слов'янський базар»).
У 2001 році Алесь Кузьмін переїхав до Німеччини і гурт розпадається знову.
У 2006 році пісні «Я жыў» і «Наша ўскраіна» поміщають у легендарний альбом «Песьні свабоды».

## Учасники
- Алесь Кузьмін — гітара, спів
- Вячаслаў Макас — бас-гітара, спів (до 1992)
- Валеры Драко — гітара
- Аляксандар Сьвідрыцкі — бубни (до 1999) помер у 2012 р.
- Руслан Парфёнаў — клавішні (1989—1992)
- Уладзіслаў Пальшын — бас-гітара (1997—2000)
- Аляксей Павукоў — бубни (1999—2000)
- Сяргей Часнакоў — гітара (2000)

## Альбоми
- Местное время (1987)
- Слота (1989)
- Мой дом (1990)
- Наша ўскраіна[be-x-old] (1991)
- Халі-галі (1997)